# فلاديمير بختريف
فلاديمير ميخايلوفيتش بتخريف (بالروسية: Влади́мир Миха́йлович) هو طبيب نفسي سوفيتي متخصص في طب الأعصاب ولد بموسكو في يناير 1857 وتوفي في دجنبر سنة 1927. يُعتبر الأب لعلم النفس الموضوعي. ويشتهر لاكتشافه دور قرن آمون (الحصين) في الذاكرة، ودراسته لردود الأفعال، وداء بختريف (التهاب الفقار القسطي). بالإضافة لشهرته بالتنافس مع إيفان بافلوف فيما يتعلق بدراسة الإشراط الكلاسيكي.

## النشأة
وُلد فلاديمير بختريف في سورالي، وهي قرية من مقاطعة فياتكا في الإمبراطورية الروسية تقع بين نهر الفولغا وجبال الأورال. عمل والده ميخائيل بافلوفيتش كضابط شرطة محلي؛ ووالدته ماريا ميخائيلوفنا ابنة عضو مجلس استشاري، تلقى بختريف تعليمه في مدرسة داخلية درس فيها العلوم الأساسية إلى جانب دروس الموسيقا واللغة الفرنسية. وقد كان لديه شقيقان أكبر منه هما نيكولاي وألكسندر. في عام 1864 انتقلت العائلة إلى فياتكا، وفي غضون عام توفي والده بسبب مرض السل، حينها كان بختريف لايزال صغيرًا جدًا. على الرغم من أن طفولته لم تكن سهلة، إلا أنه استطاع ارتياد مدرسة فياتكا الثانوية في عام 1867، وهي واحدة من أقدم المدارس في روسيا وكذلك ارتاد الأكاديمية الطبية العسكرية في سانت بطرسبرغ في عام 1873. ثم درس في أكاديمية سانت بطرسبرغ للجراحة الطبية حيث عمل تحت إشراف الأستاذ جان لوكان ميرزيفسكي. في هذا المكان بدأ اهتمام بختريف بعلم الأمراض العصبية والطب النفسي.
بدأت الحرب بين روسيا والسلطنة العثمانية في عام 1877. مما جعل بختريف يتوقف عن دراساته للمساعدة في المجهود الحربي من خلال التطوع في مفرزة الإسعاف. وبعد انتهاء الحرب عاد إلى الدراسة. وعمل بختريف أثناء دراسته كطبيب مبتدئ في عيادة الأمراض العقلية والعصبية في معاهد تحسين الأطباء، حيث بدأ بعمله التجريبي. في عام 1878 تخرج بختريف من أكاديمية الطب والجراحة في سانت بطرسبرغ بدرجة مماثلة لدرجة البكالوريوس في الطب. بعد تخرجه عمل بختريف في عيادة الطب النفسي في سانت بطرسبرغ. حيث بدأ في دراسة علم التشريح وعلم وظائف الأعضاء في الدماغ، وهو المجال الذي قدم فيه أبرز مساهماته لاحقًا. خلال نفس الفترة تزوج بختريف بـ نتاليا بازيليفزكايا.
في عام 1880 بدأ بختريف بنشر أبحاثه. وقد بينت إحدى أعماله الأولى الإشكاليات الاجتماعية الروسية. في هذه الورقة البحثية كتب مقالات تصف الخصائص الفردية للأدمورتيين، وهم شعب فنلندي أوغري يعيش تحت الحكم الروسي في جمهورية أودمورتيا التي تقع بين نهري فياتكا وكاما. ثم في 4 أبريل 1881 دافع بختريف بنجاح عن أطروحته للدكتوراه «الدراسات السريرية لدرجة الحرارة في بعض أشكال الاضطرابات العقلية»، وحصل إثرها على الدكتوراه من الأكاديمية الطبية لجامعة سانت بطرسبرغ. سمحت هذه الدكتوراه له بأن يصبح «أستاذًا خاصًا» أو أستاذًا مشاركًا، حيث حاضر في تشخيص الأمراض العصبية.

## مساهمته في علم الأعصاب
أجرى بختريف خلال مسيرته المهنية عددًا كبيرًا من الأبحاث التي ساهمت بشكل كبير في الفهم الحالي للدماغ. وقد وردت هذه الأبحاث في أعمال مثل «مسارات التوصيل في الدماغ والنخاع الشوكي» الذي كُتب في عام 1882، وصدر منه طبعة ثانية كتبت في عام 1896. وفي عام 1884 نشر بختريف 58 عملًا علميًا حول وظائف الدماغ. أدت أبحاثه المكثفة إلى نيله منحة دراسية مدتها 18 شهرًا للسفر والدراسة وإجراء الأبحاث في كلٍ من ألمانيا وباريس. وفي رحلته هذه عمل مع مجموعة متنوعة من المساهمين البارزين في مجال العلوم مثل فيلهلم فونت (1832–1920)، وبول إيميل فليكسيغ (1847–1929)، وثيودور مينيرت (1833–1892)، وكارل فريدرش أوتو ويستفال (1833–1890)، وإيميل دي بواريموند (1818–1896)، وجان مارتن شاركو (1825–1893). استمرت هذه المنحة حتى سبتمبر 1885، وبعد نهايتها عاد بختريف إلى روسيا وعمل كرئيس لقسم الطب النفسي في جامعة قازان حتى عام 1893.
خلال فترة وجوده في جامعة قازان قدم بختريف بعض أعظم مساهماته في علم الأعصاب. وقد أسس أول مختبر لعلم النفس التجريبي في روسيا في عام 1886 لدراسة الجهاز العصبي وبنية الدماغ. نتيجة لأبحاثه اعتقد بختريف أن هناك مناطق ضمن الدماغ لكل منها وظيفة محددة، كما اعتقد أنه لا يوجد تمييز واضح بين الاضطرابات العصبية والاضطرابات العقلية بسبب حدوثها بشكل متزامن. وخلال إجراء الأبحاث في جامعة قازان عرّف بختريف مرض التهاب الفقار القسطي أو داء بختريف، وهو التهاب مفاصل تنكسي يصيب العمود الفقري. في عام 1891 حصل بختريف على إذن من حكومة قازان لافتتاح ورئاسة الجمعية العلمية العصبية، وجاء هذا نتيجة لأبحاثه الرائدة.
في عام 1893 غادر بختريف جامعة قازان ليعود إلى أكاديمية سانت بطرسبرغ الطبية العسكرية ليصبح رئيسًا لقسم الأمراض العصبية والعقلية حيث عمل مع ألكسندر دوغيل. واصل في هذا المكان مساهمته بالأبحاث العصبية من خلال تنظيم أول غرفة عمليات جراحية متخصصة في جراحة الأعصاب في روسيا. على الرغم من أن بختريف لم يسبق له إجراء أي عمليات جراحية بنفسه، إلا أنه كان منخرطًا بشكل كبير في تشخيص الأمراض العصبية، وفي النهاية حصل على لقب مستشار دولة في عام 1894.
انكب بختريف بين عامي 1894 و1905 على أبحاثه. إذ أكمل ما بين 14 و24 مؤلفًا علميًا سنويًا وأسس مجلة علم الأعصاب في عام 1893، وهي أول مجلة روسية حول الأمراض العصبية. في النهاية أكسبه عمله الشاق جائزة باير في ديسمبر 1900، ونالها عن مجلدي كتابه «مسارات الدماغ والنخاع العظمي» وهو البحث الذي أشار فيه إلى دور قرن آمون في الذاكرة. وتشمل الكتابات الأخرى لبختريف «العقل والحياة»، وقد كتبه في عام 1902، ويتضمن مجلدات متعددة بما فيها «أساسيات نظرية وظائف الدماغ» المكتوب في عام 1903. وصف هذا المؤلف وجهة نظر بختريف حول وظائف أجزاء الدماغ والجهاز العصبي. كما قدم نظرية تثبيط الطاقة التي تصف الردود التلقائية (المنعكسات). وتدعي هذه النظرية أن هناك طاقة نشطة في الدماغ تتحرك نحو المركز، وعندما يحدث ذلك تكون الأجزاء الأخرى من الدماغ في حالة تثبيط.
نشر نحو 600 بحث علمي. أهم أعماله هي «الإيحاء ودوره في الحياة الاجتماعية» (1899)، و«الوعي وحدوده» (1888)، و«تحليل الحياة» (1902)، و«علم النفس الموضوعي» (1907)، و«موضوع المادة ومهام علم النفس الاجتماعي كعلم موضوعي» (1911)، و«علم المنعكسات الجماعي» (1921)، و«المبادئ العامة لعلم المنعكسات لدى الإنسان» (1926). نشرت سيرته الذاتية في عام 1928 بعد وفاته. وقد أسس أيضًا مجلات علمية أخرى: «أرشيف الطب النفسي وعلم الأعصاب وعلم النفس التجريبي» (1896) و«نشرة علم النفس والأنثروبولوجيا الجنائية والتنويم المغناطيسي» (1904). «الإيحاء ودوره في الحياة الاجتماعية» هو كتاب وليد وقته في تحول القرن التاسع عشر إلى القرن العشرين. وقد شدد على الفرق بين الإيحاء والتنويم المغناطيسي. إذ كان مهتمًا بظواهر الإيحاء الذهني المباشر وأجرى تجارب للتأثير على سلوك الكلاب عن بُعد (خوسيه مانويل جارا ، 2013). وستصبح أبحاث بختريف المتعلقة بالردود مرتبطة ارتباطًا وثيقًا بمجال علم النفس المهم المسمى بالسلوكية. وأدى ذلك أيضًا إلى تنافس طويل الأمد مع إيفان بافلوف وبينه.

## روابط خارجية
- فلاديمير بختريف على موقع الموسوعة البريطانية (الإنجليزية)